# Paramonacanthus cryptodon
Paramonacanthus cryptodon är en fiskart som först beskrevs av Pieter Bleeker 1855.  Paramonacanthus cryptodon ingår i släktet Paramonacanthus och familjen filfiskar. Inga underarter finns listade i Catalogue of Life.